# Helmut Alimonta
Helmut Alimonta (* 4. Dezember 1915 in München; † 20. April 2004 ebenda) war ein deutscher Schauspieler und wurde vor allem als bayerischer Volksschauspieler bekannt.

## Biografie
Helmut Alimonta wuchs in München als Sohn eines Kaufmanns auf. Nach einer kaufmännischen Lehre absolvierte er eine weitere Ausbildung an der Akademie für Graphik. Im Anschluss daran begann er, bei den Staatsschauspielern Konrad Dreher und Friedrich Ulmer Schauspielunterricht zu nehmen, den er 1943 erfolgreich abschloss. Nach dem Zweiten Weltkrieg leitete Alimonta von 1948 bis 1950 die von ihm gegründete isar-bühne in München. Anschließend spielte er an verschiedenen oberbayerischen Volkstheatern, an den Münchner Kammerspielen, dem Bayerischen Staatsschauspiel und dem Volkstheater München. Tourneen führten ihn nach Österreich und in die Schweiz.
Auf der Bühne sah man Helmut Alimonta u. a. in Der Marquis von Keith von Frank Wedekind, in den Nestroy-Stücken Till Eulenspiegel und Der Zerrissene, ferner in Woyzeck von Georg Büchner oder in Ibsens Ein Volksfeind.
Seit 1958 stand Helmut Alimonta daneben vor Film- und Fernsehkameras, doch beschränkte sich seine Tätigkeit dort häufig nur auf Nebenrollen. So sah man ihn in den 1960er Jahren in verschiedenen Folgen der Krimiserien Isar 12 und Kommissar Freytag, ab den 1970er Jahren spielte er in drei Tatort-Folgen und in zwei Episoden der ARD-Vorabendserie Polizeiinspektion 1, aber auch in einigen seichten Sexfilmen.
Eine seiner letzten Rollen war die des Herrn Karger, den er zwischen 1989 und 1997 in 32 Folgen der ZDF-Serie Forsthaus Falkenau verkörperte.
Helmut Alimonta wirkte auch in Hörspielproduktionen mit, so z. B. 1984 in Lion Feuchtwangers Erfolg oder in Der Münchner im Himmel nach der Erzählung von Ludwig Thoma.

## Filmografie (Auswahl)
- 1958: Nackt wie Gott sie schuf
- 1960: Agatha, laß das Morden sein!
- 1961: Bankraub in der Rue Latour
- 1961: Unternehmen Kummerkasten – Der Unfall
- 1961–1963: Funkstreife Isar 12 (sieben Folgen)
- 1962: Zwei Bayern in Bonn
- 1963: Den Tod in der Hand
- 1963: Der Hexer (ungenannte Nebenrolle)
- 1964: Die Wohltäterin
- 1964: Kommissar Freytag – Treffpunkt Rolltreppe/Teurer Umzug
- 1965: Onkelchens Traum
- 1965: Das Kriminalmuseum – Der Brief
- 1965: Alarm in den Bergen – Heiße Grenze
- 1965: Der Ruepp
- 1966–1970: Die seltsamen Methoden des Franz Josef Wanninger (drei Folgen)
- 1966: Geheimagent Tegtmeier – Eine entwaffnende Affäre
- 1966: Geld kennt keine Grenzen
- 1967: Von null Uhr eins bis Mitternacht – Formel X
- 1967: Der Röhm-Putsch
- 1968: Andrea – Wie ein Blatt auf nackter Haut
- 1969: Pater Brown – Hölle, Hölle, Hölle
- 1970: Hauptbahnhof München – Inspektor a. D. Kaminski und der geprellte Türke
- 1970: Graf Porno bläst zum Zapfenstreich
- 1970: Merkwürdige Geschichten – Ein Brief aus der Vergangenheit
- 1971: Wie ich ein Neger wurde
- 1971: Augenzeugen müssen blind sein
- 1971: Königlich Bayerisches Amtsgericht – Der Lokomotivführer
- 1971: Obszönitäten
- 1971: Zwei Briefe an Pospischiel
- 1972: Tanz auf dem Regenbogen
- 1972: Butler Parker – Geschäft mit der Angst
- 1972: Pater Brown – Die purpurfarbene Perücke
- 1972: 8051 Grinning
- 1973: Gestern gelesen – Hecht im Karpfenteich
- 1973: Eine egoistische Liebe
- 1973: Unterm Dirndl wird gejodelt
- 1974: Goldfüchse
- 1974: Graf Yoster gibt sich die Ehre – Das Spiel mit dem Tode
- 1974: Ermittlungen gegen Unbekannt
- 1974: Derrick – Johanna
- 1974: Telerop 2009 – Es ist noch was zu retten – SOS – Sauerstoff
- 1975: Der Wittiber
- 1975: Derrick – Tod am Bahngleis
- 1976: Jörg Preda berichtet – Schwarzer Sprit/Unterwegs in die Karawanken
- 1976: Sternsteinhof
- 1976: Vier gegen die Bank
- 1976: Derrick – Kalkutta/Pecko
- 1977: Eichholz & Söhne – Der Chef
- 1977: Schattenboxer
- 1977: Loriot (Episode #1.3 als Dr. Langkofel)
- 1977: Tatort: Schüsse in der Schonzeit
- 1978: Zeit zum Aufstehn
- 1978: Sachrang
- 1978: Polizeiinspektion 1 – Wie der Haubel Theo seine Flügel verlor
- 1979: Andreas Vöst
- 1979: Die Protokolle des Herrn M. – Mann ohne Namen/Keine Antwort aus Zürich
- 1979: Schluchtenflitzer
- 1979: Anton Sittinger
- 1979: Vater Seidl und sein Sohn – Glück und Glas
- 1980: Merlin – Der unheimliche Gesandte
- 1980: Die Undankbare
- 1981: Tipfehler
- 1981: Heute spielen wir den Boß – Wo geht’s denn hier zum Film?
- 1981: Der Aufsteiger
- 1981: Tatort: Im Fadenkreuz
- 1982: Der Gast
- 1982: Die weiße Rose
- 1982: Der Androjäger – Das große X-mal-Eins/Das doppelte Jottchen
- 1982: Zeit genug –  Folge 5:  Roulette
- 1983: Polizeiinspektion 1 – Die Möbel im Park
- 1983: Tatort: Roulette mit 6 Kugeln
- 1987: Der zweite Sieg
- 1989: Bodo – Eine ganz normale Familie
- 1989: Lindenstraße – Wahrheitsfindung
- 1989: Die schnelle Gerdi – Gutes neues Jahr
- 1989–1997: Forsthaus Falkenau
- 1990: Das schreckliche Mädchen
- 1994: Herbert und Schnipsi – Die Erbschaft
- 1995: Hölleisengretl